# Sam Gamgi
Samuel "Sam" Gamgi (i Åke Ohlmarks översättning) eller Samvis "Sam" Gamgi (i Erik Anderssons översättning), Samwise "Sam" Gamgee i originaltexten på engelska, är en romanfigur i J.R.R. Tolkiens böcker om Härskarringen. Han är trädgårdsmästare och nära vän till Frodo Bagger, och en av medlemmarna i ringens brödraskap. Han är Frodos trognaste följeslagare och den ende i brödraskapet som följer med Frodo i hela hans resa i hela trilogin om Härskarringen. Sam var ringbärare en kort stund i den tredje boken och är en av endast två, bortsett från Tom Bombadill, som frivilligt har lämnat ifrån sig härskarringen (Bilbo var den andra).

## Biografi
Sam Gamgi är en hob från Fylke i den fiktiva världen Midgård. Han föddes den 6 april år 2980 i den tredje åldern och var den yngste sonen till Hamfast "Tjyvgubben" Gamgi och Bella Godborn. Han hade också fem syskon: Hamson, Halfred, Veronika, Maj och Vivan. Han var en duktig trädgårdsmästare betraktade sig själv som en vanlig hob. Men till skillnad från andra hober så älskade han alver och var begåvad i poesi. Han bodde med sin familj i Baggerspjutsvägen i mellersta Fylke, inte långt från Baggershus.
Under den 24 april år 3018 i den tredje åldern besökte trollkarlen Gandalf herr Frodo Bagger, som var Sams husbonde. Som straff för att ha tjuvlyssnat på Gandalfs samtal med Frodo om farorna med hans ring, var Sam tvungen att följa med Frodo på sin resa till Vattnadal, under början av Frodos resa till Mordor, där han ska förstöra ringen i Domedagsbergets eldar. Sam räddade Frodos liv under ett flertal gånger under hans strävan att förstöra ringen, och han följde med honom hela vägen till Domedagsberget. Varelsen Gollum pratade för sig själv om sina planer att döda hoberna och Sam hade hört hans planer. Sam berättade detta för Frodo, som insåg behovet av att ha med Gollum och därför istället valde att skicka iväg Sam. Vid Mordor vägledde Gollum Frodo in i Honmonstrets lya för att kunna döda honom medan Sam var borta. Men Sam återvände och kämpade för att leta efter sin förlorade vän.
Efter att Honmonstret attackerade och till synes dödade Frodo, tog Sam hans ring och beslutade att slutföra Frodos uppdrag på hans ställe. Eftersom han höll Ringen under en tid var han ansedd som ringbärare. Efter att ha först trott att Frodo var död, kom marscherande orcher till platsen, undersökte kroppen och klargjorde att han fortfarande var vid liv. Sam följde efter orcherna till Cirith Ungols torn, där Frodo blev fängslad. Uruk-Haierna och orcherna gjorde sedan upplopp och dödade varandra för att få tag på Frodos dyrbara ägodelar, vilket gjorde det enklare för Sam att ta sig till Frodo. Sam räddade till slut Frodo och de påbörjade sin färd till Domedagsberget, förklädda som orcher. Vägen till Domedagsberget var fylld med brinnande stenar och askmoln, vilket gjorde det nästan omöjligt för hoberna att gå igenom. Frodo blev sedan svårt utmattad och Sam var tvungen att bära honom upp till berget, där de blev attackerade av Gollum. Sam sårade Gollum och hoberna sprang in i det stora vulkanberget. Sam skrek till Frodo att förstöra ringen, men Frodo bestämde sig, i affekt av ringens förförande kraft, för att behålla den. Gollum anföll dem genom att slå ner Sam med en sten, och bita av Frodos ringfinger, bara för att sedan förstöra den och sig själv genom att råka falla ner i domedagsbergets lava. Hoberna flydde från lavan och räddades av Gandalf och örnarna. Hoberna betraktades som hjältar i Midgård och återvände sedan till Fylke och bosatte sig där på nytt.
Med en gåva från alvdamen Galadriel planterade Frodo ett litet frö på Festängen i Fylke, som växtes upp till ett stort och vackert Mallornträd, som skulle bli vida känt i hela Midgård. Under 1 maj år 3020 gifter sig Sam med Rosa Kattun och de får 13 barn tillsammans: Elanor den fagra, Frodo, Rosa, Merry, Pippin, Guldlock, Hamfast, Veronika, Törel, Bilbo, Rubina, Nils och Tolman. Han flyttade sedan hem till Frodo i Baggershus. 2 år senare, den 21 september år 3021, ger sig Sam och Frodo iväg från Baggershus och reser till Grå hamnarna, i sällskap med Gandalf, många alver och Frodos farbror Bilbo. Frodo förklarade då att han tänkte lämna Midgård för gott och resa över havet till Valinor, där han kan finna frid och ro. Frodo ger Sam Västmarks röda bok och den 29 september ger han sig av med båt till Valinor.
Under resten av Sams liv i den fjärde åldern var han borgmästare i Fylke 7 gånger i rad (sammanlagt 49 år, som börjades år 6 i den fjärde åldern). Han blev också en rådgivare i det norra kungadömet av kung Elessar år 13. Under år 15 besökte kungen Sam och gav honom Dúnedains stjärna. Sam, Rosa och Elanor reste sedan till Gondor år 21 och stannade där under ett år. Efter hans frus död år 62  gav Sam sin äldste son sitt hem Baggershus och gav sin dotter Elanor Västmarks röda bok och lämnade Fylke vid 102 års ålder. Han syntes aldrig till i Midgård igen, men Elanor och hennes ättlingar bevarade traditionen att behålla Västmarks röda bok. Han gick till Grå hamnarna och seglade med båt till Valinor. Han var den sista ringbäraren som lämnade Midgård och återförenades med Frodo i Valinors förlovade land.

## Film

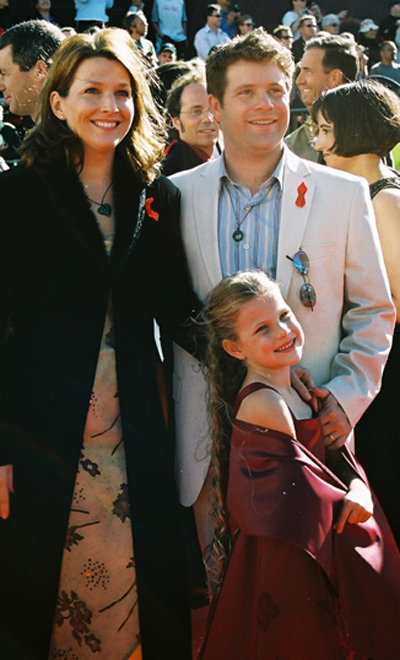
I Peter Jacksons filmer om Härskarringen spelades Sam Gamgi av skådespelaren Sean Astin, här med sin familj i Nya Zeeland.

I Ralph Bakshis animerade version av Sagan om Ringen år 1978 gjordes Sams röst av Michael Scholes. Billy Barty var förebilden till Sam i Bakshis live-action-inspelningar av filmen.
I den animerade versionen av Sagan om konungens återkomst år 1980 röstades Sam av Roddy McDowall.
I Peter Jacksons filmtrilogi om Härskarringen spelas Sam Gamgi av Sean Astin.
I Radioteaterns uppsättning av Sagan om ringen år 1995 röstades Sam av Peter Harryson.